# NGC 7735
NGC 7735 је елиптична галаксија у сазвежђу Пегаз која се налази на NGC листи објеката дубоког неба.
Деклинација објекта је + 26° 13' 56" а ректасцензија 23h 42m 17,3s. Привидна величина (магнитуда) објекта NGC 7735 износи 13,7 а фотографска магнитуда 14,7. NGC 7735 је још познат и под ознакама UGC 12744, MCG 4-55-46, CGCG 476-115, PGC 72165.